# Deroplia bituberosa
Deroplia bituberosa là một loài bọ cánh cứng trong họ Cerambycidae.